# Back of Keppoch
Back of Keppoch (Schots-Gaelisch: Cùl na Ceapaich) is een kustdorp in het westen van de Schotse lieutenancy Inverness in het raadsgebied Highland, ongeveer 65 kilometer ten westen van Fort William. Veel inwoners zijn lid van de Free Church of Scotland.